# 拉施塔特县
拉施塔特县（德語：Landkreis Rastatt）是德国巴登-符腾堡州的一个县，隶属于卡尔斯鲁厄行政区，首府拉施塔特。

## 地理
拉施塔特县北面与卡尔斯鲁厄县，东面与卡尔夫县，东南面与弗罗伊登施塔特县，南面与奥特瑙县（弗赖堡行政区）相邻，西面依莱茵河与法国的下莱茵省为界，西北面与莱茵兰-普法尔茨州的盖默斯海姆县接壤。巴登-符腾堡州的直辖市巴登-巴登被拉施塔特县完全包围在内，是面积为140.2 km²的内飞地。